# Orochernes sibiricus
Orochernes sibiricus är en spindeldjursart som beskrevs av Wolfgang Schawaller 1986. Orochernes sibiricus ingår i släktet Orochernes och familjen blindklokrypare. Inga underarter finns listade i Catalogue of Life.